# 韓相龍
韓 相龍（かん そうりゅう、ハン・サンリョン、ハン・サンニョン、朝鮮語: 한상룡、1880年（高宗17年 / 明治13年）10月16日　- 1947年10月30日）は、大韓帝国の官僚、日本統治時代の実業家、政治家。位階は従四位、勲位は勲二等。本貫は清州韓氏。号は「滄南」。字は「景田」。
漢城銀行、漢城手形組合、東洋拓殖、朝鮮信託、朝鮮生命保険、韓国銀行、朝鮮殖産銀行、金剛山電気鉄道などの多種多様な企業の企画・運営に携わった。さらに朝鮮実業倶楽部を創立し理事長に就任するなど、日本統治時代の朝鮮財界の中心人物であり、日本の実業家である渋沢栄一を自身のロールモデルとしたことなどから「朝鮮の渋沢栄一」と称される。政治分野では、朝鮮総督府中枢院参議、関東軍顧問、貴族院議員などを歴任。2004年に韓国で成立した日帝強占下反民族行為真相糾明に関する特別法によって、親日反民族行為者に認定された。

## 経歴

### 出自から日本留学まで
李朝時代の漢城府（現・ソウル特別市）で韓観洙の三男として1880年10月16日に生まれる。観洙の家系は名門両班であり、親戚には李完用内閣で内閣書記官長を務めた李昌洙がいる。母方の親戚では日韓併合で主導的な役割を果たした李完用や、軍部大臣などを務めた李允用がいる。
1896年に親戚で官立外国語学校長である韓昌洙の推薦により官立英語学校に入学した。当初は漢城師範学校への進学を希望したが、近代的な教育が受けられ、就職率がいい英語学校への入学を昌洙から勧められたという。1898年に米国留学を計画するが、資金不足を利用に留学先を日本に変更。母方の親戚である李允用の推薦により、陸軍士官学校の予備校である成城学校に編入学することになり、入学までの間には宇都宮太郎大佐の監督下で私塾で学んだ。宇都宮など参謀本部所属の軍人の影響で、軍人を志すようになる。また、留学中には朴泳孝・兪吉濬などの開化派亡命グループとも交流を深め、文明開化論について思想的な影響を受けた。しかし、1900年に病気を理由に退学し、帰国した。帰国後は宇都宮太郎の友人で、高宗からの信頼が厚い駐韓日本公使館附武官・野津鎮武少佐から指導を受け、日本公使館や日本軍によって利用されることになる。

### 日韓併合まで
1901年に私立中橋義塾に英語教師として赴任したが、1902年に辞職。李載完宮内部大臣の推薦により宮内府平式院総務課長に任ぜられた。以後、李載完と日本人企業家との通訳を任されたほか、度量衡改定に係る資金を借り入れるために、日本の実業家、渋沢栄一が経営する第一銀行との契約担当者になるなど重用されるようになる。1903年に漢城銀行が公立銀行として再建されると、李載完の推薦により、同行右総務に就任した。1905年には取締役兼総務部長に昇進する。日露戦争開戦前には前述の野津少佐から、日露間で外交攻防が繰り広げられていた義州府尹への就任を請われたが、韓は任地が遠方であるとしてこの申し出を断っている。1904年に日露戦争が勃発すると、日本から親日派として評価されていた韓は、野津少佐から保護便益が与えられた。同年、大韓帝国の財政顧問であった目賀田種太郎が行った貨幣整理事業に協力したが、1905年に事業の影響により金融恐慌が発生したことから、対策として設立された漢城共同倉庫・漢城農工銀行などの経営にも参加した。1908年6月には漢城実業協会評議員、9月に東洋拓殖設立委員を歴任し、12月に同社が設立されると理事に就任した。1909年10月に伊藤博文韓国統監が暗殺され、同年11月に伊藤の葬儀が開かれると、官民追悼会の一員として参加した。

### 日韓併合後
1910年（明治43年）に韓国が併合されると、漢城銀行専務取締役に就任し、京城府協議会議員・朝鮮物産共進会評議員などを兼任した。1916年（大正5年）には寺内正毅朝鮮総督の勧めにより、日本統治下の台湾を視察し、台湾の発展を目の当たりにし、朝鮮の発展の遅れを認識した。同年に東洋拓殖顧問、親日団体「大正親睦会」評議長を、1917年（大正6年）には仏教擁護会評議員を兼任。1918年（大正7年）には朝鮮殖産銀行設立委員に、1919年（大正8年）には金剛山電気鉄道監査に任命された。

### 朝鮮人実業家として
1920年（大正9年）頃になると、韓は朝鮮人実業家や在朝日本人実業家と朝鮮総督府の橋渡し役を担うようになり、朝鮮での会社設立の支援を行うようになった。このように朝鮮財界での実力者となった韓は同年3月、朝鮮人実業家の親睦団体である「朝鮮実業倶楽部」を設立し、自身は理事長に就任した。同会の月例会では朝鮮人実業家と朝鮮総督府官僚が交流し、非公式の政策決定の場となるなど、総督府のコントロール下にあった。1921年（大正10年）には韓が主導して朝鮮生命保険を設立し、副社長に就任。朝鮮人が設立した初めての保険会社となった。

### 金融界での没落
1918年（大正8年）に寺内正毅朝鮮総督の命令により、漢城銀行は内地に支店を設置したが、1923年（大正13年）に発生した関東大震災の影響を受け、東京支店が業績不振に陥り、1926年（昭和元年）には整理計画が立てられるまでになった。この危機的状況の中で韓が頭取に就任するが、1927年（昭和2年）に発生した昭和金融恐慌の影響により、整理計画が頓挫し、朝鮮総督府が直接介入に乗り出すことになった。総督府は資本金の半減や内地支店の閉鎖などの銀行整理案を作成するとともに、韓の頭取辞任を迫った。
1929年（昭和4年）に総督府によって「朝鮮信託業令」が公布されると、信託会社を設立し、財界中央への復帰を狙うようになる。当初は民間企業としての設立を目論んだが、金融界の反対により半官半民となったが、宇垣一成総督の擁護により補助金が支給された。1932年（昭和7年）に朝鮮信託が発足したが、金融界の反発により社長には就任せず、取締役会長に就いた。この出来事は韓が朝鮮金融界での没落を表すことになった。

### 総督府・軍部への協力
1920年代から朝鮮では朝鮮産米増殖計画が進められていたが、1929年（昭和4年）から内地での米の価格下落が問題視され、朝鮮米の内地への移入制限が議論されるようになると、韓をはじめとする財界人は反発し、内地の各界へのロビー活動を行い鎮静化を図ったことで、問題は放置された。
1935年9月18日に開かれた「朝鮮実業倶楽部」総会で組織再編が行われ、朝鮮人中心であった役員に日本人が多く入るようになった他、時局講演会や奨学事業などを担うようになり、総督府から朝鮮社会の安定を指導する機関として期待された。
1927年（昭和2年）に朝鮮総督府中枢院参議に任命され、1934年（昭和9年）には朝鮮国防飛行機献納会顧問を兼任。1937年（昭和12年）に日中戦争が勃発すると関東軍顧問に任命され、朝鮮軍に国防献金を行っている。1938年（昭和13年）には国民精神総動員朝鮮連盟取締役兼国民精神総動員京畿道連盟参与に任命された。1939年（昭和14年）には朝鮮生命社長に昇進し、官選京畿道会議員に選ばれている。その後、朝鮮放送協会放送審議会委員、同常務理事、朝鮮総督府中枢院顧問、朝鮮総督府物価調査委員などを兼任し、1943年11月には国民総力朝鮮連盟事務総長に任命された。この背景には、総督府からの信頼が厚い韓を事務総長に就けることで、朝鮮人の自発的な戦争協力を促すためであり、このような戦争遂行への協力が評価され、1945年（昭和20年）4月3日に貴族院議員に勅選された。同年7月には朝鮮国民義勇隊顧問に就任。1946年7月4日、資格消滅となり貴族院議員を退任した。

### 死後
日本敗戦後の1947年10月30日に死去。2004年に韓国で成立した日帝強占下反民族行為真相糾明に関する特別法によって、親日反民族行為者に認定された。

## 評価
第25・28代内閣総理大臣の若槻礼次郎から、韓は「朝鮮財界の縮図」として「韓相龍を理解することは即ち朝鮮を知ることである」と評した。